# كولي دي فال ديلسا
تعد كولي دي فال ديلسا بلدة في مقاطعة سيينا الواقعة بإقليم توسكانا بوسط إيطاليا.

## نبذة
يبلغ عدد سكان البلدة 21600 نسمة اعتبارا من يونيو 2017، ويعني اسم البلدة (تل وادي إلسا) إذ أن إلسا هو اسم النهر الذي يمر بالبلدة وفالديلسا هو اسم الوادي.
وحاليا تعرف بلدة كولي دي فال ديلسا عالمياً بإنتاجها للفن و15% من إجمالي إنتاج العالم من الأواني الزجاجية الفاخرة المصنوعة من البلُّـور النقـي وغالبا يصنع في الجزء الصناعي السفلي من البلدة.

## تاريخ

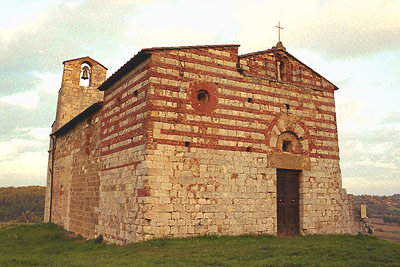
رومانيسك بيفي من SS. إيبوليتو وكاسيانو.

استوطن الإنسان هذه المنطقة من الالفية الرابعة قبل الميلاد على الأقل، ولكن أول ذكر للمدينة بدأ من القرن التاسع عشر الميلادي، وفي عام 1269 شهدت المدينة معركة شهيرة أثناء حروب غويلفيون وغيبلينيون وفي عام 1479 حاصرتها القوات النابولية، ومن القرن الرابع عشر كانت ملكيه لفلورنسا ودوقية توسكانا الكبرى حتى توحيد إيطاليا عام 1860.
وفي القرن العشرين أصبحت مركز صناعي مهم، وأثناء الحرب العالمية الثانية قصفتها طائرات الحلفاء.
ويعد الجزء المسمى (كولي التا) أقدم وأعلى جزء من المدينة وبه مركز عصور وسطى محفوظ جيدا، وتوسعت البلدة على طول النهر اعتبارا القرن الحادي عشر وما بعد ببناء قناة صناعية لتشغل مختلف الأنشطة الصناعية مثل مطاحن القمح ومصانع الورق.
وتشتهر المدينة أيضا بكونها مسقط رأس كلاً من النحات والمهندس المعماري أرنولفو دي كامبيو والرسام سينينو سينيني والشاعرة إيزابيلا سيرفوني.

## المعالم السياحية الرئيسية
تدخل القرية من خلال بورتا نوفا القديمة والضخمة وتمر بطريقها الطويل والضيق بمجموعة من منازل نبلاء القرنين السادس والسابع عشر الانيقة ومن أبرزها بالازو أوسيمباردي وبالازو بونينسيقن وقاعة المدينة وبالازو كامبينا الذي يمثل مدخل قلعة أقدم جزء في كولي، وفي هذا الجزء تتميز القرية بممرات ضيقة معبدة تعود لمنازل النبلاء بالقرنين السادس والسابع عشر ومنها بالازو لوتشي وبالازو موروزي وبالازو جيوستي وبالازو ديني ومنازل البرج من ضمنها الذي ولد فيه أرنولفو دي كامبيو.

## القرى الصغيرة
تكونت البلدية على يدي كلاً من مدينة كولي دي فال ديلسا والبلدات والقرى مثل بيبيانو، بورغاتيلو وكامبيغليا دي فوسي وكاستيل سان جيمينانو وكولالتو  وغراتشيانو ديل إلسا ولو غرازي ومينسانيللو وكورتايا، ومن أبرز القرى الأخرى في البلدة بوسكونا وبوليسيانو وكونيو ولانو ومونتغاببرو وأونشي وبارتنا وباورانو وسانت أندريا وسكارنا.

## المدن الشقيقة
- بئر كندوز في الصحراء الغربية

## روابط خارجية
- الموقع الرسمي
- مقالة الموسوعة الكاثوليكية

بلديات